# Jure Pantar
Jure Pantar (16 de agosto de 1991) es un deportista esloveno que compite en taekwondo. Ganó una medalla de plata en el Campeonato Europeo de Taekwondo de 2014, en la categoría de –63 kg.

## Palmarés internacional
| Campeonato Europeo | Campeonato Europeo | Campeonato Europeo | Campeonato Europeo |
| Año                | Lugar              | Medalla            | Categoría          |
| ------------------ | ------------------ | ------------------ | ------------------ |
| 2014               | Bakú (Azerbaiyán)  | Medalla de plata   | –63 kg             |